# Lascia il segno
Lascia il segno è il trentunesimo album in studio del gruppo musicale italiano dei Nomadi, ultimo disco in studio con il cantante Cristiano Turato, pubblicato nel 2015.

## Tracce
1. Non c'è tempo da perdere – 3:44
2. Io come te – 3:43
3. Figli dell'oblio – 4:02
4. Animante – 3:50
5. Tutto vero – 3:59
6. Rubano le fate – 3:55
7. Lascia il segno – 3:56
8. Chiamami – 3:13
9. Tutti quanti a credere – 4:21
10. Esci fuori (al mio paese) – 3:54

## Formazione
- Cristiano Turato – voce, chitarra
- Beppe Carletti – tastiere
- Cico Falzone – chitarra
- Massimo Vecchi – basso, voce
- Daniele Campani – batteria
- Sergio Reggioli – violino

## Classifiche
| Classifica | Posizione |
| ---------- | --------- |
| Italia     | 7         |